# مطرح أهل سعد الأسفل

تعديل مصدري - تعديل

مطرح أهل سعد الاسفل هي إحدى قرى عزلة سباح بمديرية سباح التابعة لمحافظة أبين، بلغ تعداد سكانها 207 نسمة حسب تعداد اليمن لعام 2004.